# Robert J. Mical
Robert J. Mical, detto RJ (...), è un informatico statunitense.
All'età di 14 anni inventò una versione elettronica del Tris, fatta di relè, bulbi fluorescenti e batterie. Laureato all'Università dell'Illinois, inizia la sua carriera professionale alla Williams Electronics, dove sviluppa giochi arcade dal 1983 al 1984 come ingegnere software e responsabile effetti speciali.
Dal 1984 al 1987 è stato ingegnere software alla Commodore International, dove ha creato strumenti di sviluppo e, tra le altre cose, (Intuition), l'interfaccia di sistema Amiga, per la quale ricevette il suo primo brevetto. Dopo aver lasciato l'impiego alla Commodore, divenne uno sviluppatore indipendente.
Dal 1987 al 1989 fu co-inventore alla Epyx del primo videogioco portatile a colori: il Lynx, che fu poi acquisito da Atari. Lynx fece il suo debutto con sei giochi, tutti prodotti da Mical.
Nel 1990 ha cofondato NTG, (New Technologies Group), una società formata per creare una nuova console di gioco, che sarebbe diventata poi il 3DO Interactive Multiplayer, creata insieme a Dave Morse e Dave Needle. NTG ebbe fino a 32 dipendenti prima di fondersi in The 3DO Company.
Nel 1996 Mical è diventato presidente di Prolific Company ed ha creato un'altra società, Glassworks.
Tra il 1998 e il 1999, ha iniziato a dedicarsi alla letteratura. Il suo primo libro si intitola Building a House. Ha iniziato a lavorare sul secondo, The other Key.
Dopo aver coperto varie posizioni di architetto hardware, nel 2003 è diventato Vice presidente di GlobalVR, una compagnia che prende giochi per personal computer o console e ne crea una versione arcade.
Dal 2005 è Senior Manager of Software Technology alla Sony, dove sviluppa tecnologia di sistema di basso e medio livello, inclusi una serie di strumenti di sviluppo per ogni sviluppatore di giochi interno. Essi supportano sia PlayStation Portable, sia PlayStation 2, sia PlayStation 3.